# Хвалисекое
Хвалисекое — озеро в Корсаковском городском округе Сахалинской области. Расположено на острове Сахалин, в 11 километрах от села Охотское. Площадь зеркала — 3 км². Площадь водосбора — 3,9 км².
Расположено в Муравьёвской низменности, рядом с десятком других озёр, среди которых Русское и Тунайча.
Код озера в Государственном водном реестре РФ — 20050000211118300000860.